# The Shard
The Shard, também conhecido como London Bridge Tower, Shard of Glass, ou 32 London Bridge, é um arranha-céu em forma de pirâmide inaugurado em 5 de julho de 2012 em Southwark, em Londres. Com mais de 310 metros de altura, é o edifício mais alto na Europa Ocidental. É também a segunda estrutura autônoma mais alta do Reino Unido, a seguir à estação de transmissão de Emley Moor, com 330 metros.
O Shard substituiu a Southwark Towers, um edifício de escritórios de 24 andares construído no local em 1976. Renzo Piano, o arquiteto do edifício, trabalhou com a empresa de arquitetura Broadway Malyan durante a fase de planejamento. A torre tem 72 andares habitáveis, com um terraço panorâmico e uma galeria ao ar livre de observação - a mais alta do Reino Unido - no 72º andar. Ele foi projetado com uma forma triangular irregular a partir da base até o topo e foi vestido inteiramente de vidro. A estrutura do edifício foi concluída em abril de 2012 e espera-se que o prédio seja aberto ao público em 5 de julho do mesmo ano.